# Problème du mot pour les groupes
En mathématiques, plus précisément dans le domaine de la théorie combinatoire des groupes, le problème du mot pour un groupe de type fini G est le problème algorithmique de décider si deux mots en les générateurs du groupe représentent le même élément.
Plus précisément, si X un ensemble fini de générateurs pour G, on considère le langage formel constitué des mots sur X et son ensemble d'inverses formels qui sont envoyés par l'application naturelle sur l'identité du groupe G. Le problème du mot est le problème algorithmique qui consiste à décider de l’appartenance ou non d'un mot à ce langage formel. On peut voir que si Y est un autre ensemble de générateurs pour G, alors le problème du mot avec l'ensemble Y est équivalent au problème du mot avec ensemble X. On peut donc parler sans ambiguïté de la décidabilité du problème du mot pour un groupe G de type fini.
Un problème différent mais lié est le problème du mot uniforme pour une classe K de groupes donnés par un ensemble récursif de présentations ; le problème algorithmique est alors de décider, étant donné une présentation P d'un groupe G de la classe K, si deux mots représentent le même élément de G. On peut aussi considérer que la classe K est définissable seulement par un ensemble récursivement énumérable de présentations.
Le problème du mot est indécidable dans le cas général, mais est décidable pour de nombreux groupes. Par exemple, les groupes polycycliques (en) ont un problème du mot décidable ; de même, l'algorithme de Todd-Coxeter et la complétion de Knuth-Bendix donnent des résultats effectifs. D'un autre côté, le fait qu'un algorithme particulier ne s'applique pas dans un cas particulier n'implique pas que le problème du mot est indécidable. Par exemple, l'algorithme de Dehn ne résout pas le problème du mot pour le groupe fondamental du tore, et pourtant ce groupe est le produit direct de deux groupes cycliques infinis et possède donc un problème du mot décidable.

## Une description plus concrète
On considère une présentation donnée par un couple {\displaystyle (X\mid R)} où {\displaystyle X} est l’ensemble des générateurs et {\displaystyle R} l’ensemble des relateurs. Le problème du mot consiste à déterminer si deux mots sur {\displaystyle X} et son inverse représentent le même élément du groupe modulo les relateurs. Plus formellement, soit {\displaystyle G} un groupe de type fini, donné par une présentation {\displaystyle G=\langle X\mid R\rangle } avec X fini. On considère l'alphabet {\displaystyle \Sigma =X\sqcup X^{-1}}, où {\displaystyle X^{-1}} est un alphabet disjoint de {\displaystyle X} et en bijection avec {\displaystyle X}; ses éléments représentent les inverses formels des éléments de {\displaystyle X}. On considère l'application {\displaystyle \pi :X\to G} tel que {\displaystyle \pi (X)\subseteq G} engendre {\displaystyle G}, étendue en un morphisme surjectif du monoïde libre {\displaystyle \Sigma ^{*}} sur {\displaystyle G}. Le problème du mot consiste alors à déterminer si {\displaystyle \pi (u)=\pi (v)}, où si {\displaystyle \pi (uv^{-1})=e} pour deux mots {\displaystyle u} et {\displaystyle v}, et où {\displaystyle v^{-1}} est l'inverse formel de {\displaystyle v} dans {\displaystyle \Sigma ^{*}} et où {\displaystyle e} est l'élément neutre de {\displaystyle G} . De manière équivalente, le problème est décider si {\displaystyle \pi (x)=e} pour un mot {\displaystyle x} de {\displaystyle \Sigma ^{*}}, donc si {\displaystyle x} appartient au langage formel
{\displaystyle W(G,X)=\{w\in \Sigma ^{*}\mid \pi (w)=e\}}.
Par un raccourci un peu elliptique, on dit aussi que l'ensemble {\displaystyle W(G,X)} est le problème du mot.
On dit aussi que le problème du mot est résoluble si l'appartenance au langage {\displaystyle W(G,X)} est décidable.

## Exemples

### Groupes avec un problème de mot résoluble
Les groupes suivants ont un problème de mot résoluble :
- Les groupes automatiques, qui comprennent :
  - les groupes finis
  - les groupes hyperboliques
  - les groupes euclidiens
  - les groupes de Coxeter
  - les groupes de tresses
  - les groupes géométriquement finis (en)
- Les groupes libres de type fini
- Les groupes abéliens de type fini
- Les groupes polycycliques (en)
- Les groupes absolument présentés (en) de type fini[3], comprenant :
  - Les groupes simples de type fini.
- Les groupes résiduellement finis (en) finiment présentés
- Les groupes à un relateur[4] (par un théorème de Magnus), comprenant les groupes fondamentaux de variétés de dimension deux fermées et orientables.
- Les groupes virtuellement libres de type fini, puisque le langage des mots équivalents à l'élément neutre est un langage algébrique, par le théorème de Muller-Schupp.

### Groupes avec un problème de mot indécidable
- Soit X est un ensemble récursivement énumérable d'entiers naturels où le problème d'appartenance est indécidable. Alors le groupe {\displaystyle \langle a,b,c,d\mid a^{n}ba^{n}=c^{n}dc^{n},n\in X\rangle } est de type fini avec une présentation récursivement énumérable et dont le problème du mot est indécidable[5].
- Tout groupe de type fini avec une présentation récursivement énumérable et un problème du mot indécidable est un sous-groupe d'un groupe de type fini avec un problème du mot indécidable[6]
- Le nombre de relateurs d'un groupe finiment présenté avec un problème du mot indécidable peut être égal à 14[7] ou même 12[8],[9].
- Un exemple explicite d'une présentation avec un problème du mot indécidable est le suivant[10],[11] :

générateurs : {\displaystyle \{a,b,c,d,e,p,q,r,t,k\}}
relations : {\displaystyle ra=ar,rb=br,rc=cr,rd=dr,re=er,pt=tp,qt=tq} (commutations), et de plus
{\displaystyle {\begin{array}{ll}&p^{10}a=ap,&pacqr=rpcaq,\\&p^{10}b=bp,&p^{2}adq^{2}r=rp^{2}daq^{2},\\&p^{10}c=cp,&p^{3}bcq^{3}r=rp^{3}cbq^{3},\\&p^{10}d=dp,&p^{4}bdq^{4}r=rp^{4}dbq^{4},\\&p^{10}e=ep,&p^{5}ceq^{5}r=rp^{5}ecaq^{5},\\&aq^{10}=qa,&p^{6}deq^{6}r=rp^{6}edbq^{6},\\&bq^{10}=qb,&p^{7}cdcq^{7}r=rp^{7}cdceq^{7},\\&cq^{10}=qc,&p^{8}ca^{3}q^{8}r=rp^{8}a^{3}q^{8},\\&dq^{10}=qd,&p^{9}da^{3}q^{9}r=rp^{9}a^{3}q^{9},\\&eq^{10}=qe,&a^{-3}ta^{3}k=ka^{-3}ta^{3}\end{array}}}

## Résultat généraux
- Théorème de Boone-Rogers : Il n'existe pas d'algorithme partiel qui résout le problème du mot dans tous les groupes de type fini ayant un problème du mot résoluble.En d'autres termes, le problème du mot uniforme n'est pas résoluble pour la classe de tous les groupes finiment présentés.
- Théorème de Boone-Higman : Un groupe finiment présenté a un problème du mot résoluble si et seulement s'il peut être plongé dans un groupe simple qui, lui, peut être plongé dans un groupe finiment présenté.
- Le résultat suivant a été démontré par Bernhard Neumann et Angus Macintyre:Un groupe finiment présenté a un problème du mot résoluble si et seulement s'il peut être plongé dans tout groupe algébriquement clos (en).
- Pour les groupes simples :Un groupe simple présenté récursivement a un problème du mot résoluble.Le problème du mot est uniformément résoluble pour la classe des groupes simples finiment présentés.

## Note historique
Les calculs dans les groupes sont souvent effectués en utilisant diverses formes normales. L'existence d'une telle forme normale résout en général implicitement le problème du mot pour les groupes étudiés. En 1911 Max Dehn propose de considérer le problème du mot comme un sujet d'étude important en lui-même, de même que le problème de conjugaison (en) et le problème de l'isomorphisme de groupes (en). En 1912, il donne un algorithme pour résoudre le problème du mot et le problème de conjugaison pour les groupes fondamentaux de variétés fermées orientables de dimension 2 de genre supérieur ou égal à 2. D'autres auteurs ont ensuite étendu grandement l'algorithme de Dehn et l'ont appliqué à de nombreux problèmes de décision,,.
En 1955, Piotr Novikov montre qu'il existe un groupe finiment présenté G dont le problème du mot est indécidable. Il en résulte immédiatement que le problème du mot uniforme est également indécidable. Une preuve indépendant a été donnée par William Boone en 1958.
Le problème du mot a été l'un des premiers exemples d'un problème indécidable qui n'est pas issu de la logique mathématique ou de la théorie des algorithmes, mais de algèbre générale, branche centrale des mathématiques classiques.